# Záchrana a reintrodukce koně Převalského

Kůň Převalského, Návrat divokých koní

Historie mezinárodní spolupráce v chovu a projektech návratu koně Převalského do volné přírody, v níž byl naposledy pozorován v 60. letech 20. století. Ochranářské aktivity spojené s koněm Převalského jsou symbolem záchrany druhů a úspěchu ochranářských aktivit obecně i symbolem pro Zoo Praha, která se jeho chovem proslavila a jež od roku 1959 spravuje mezinárodní plemennou knihu pro tento druh.
Z přírody Mongolska a severozápadní Číny zmizel kůň Převalského v druhé polovině 60. let 20. století jako důsledek aktivit člověka (zejména rozvoj pastevectví, kdy byli koně odříznuti od vodních zdrojů, pronásledování, devastace semiaridních biotopů, změn klimatu a definitivně v důsledku kruté zimy na přelomu let 1968 a 1969 (spatřeno posledních osm jedinců). Dlouho se s ním nebylo možné setkat nikde jinde než v zoologických zahradách.
Chov v lidské péči, bez něhož by nemohlo dojít k návratu druhu do oblasti původního výskytu, se datuje od roku 1900 (první transport do Evropy započal 1899). Ochranářské akce probíhají od 80. let 20. století, ale mají hlubší kořeny. První mezinárodní sympozium na ochranu tohoto druhu se konalo z iniciativy německé zooložky dr. Erny Mohrové a Zoo Praha v roce 1959. První transport do Mongolska se uskutečnil v červnu 1992, ale již předtím byla zřízena chovná aklimatizační stanice Jimsar v čínské provincii Sin-tiang, kam přišli v roce 1988 první koně ze zoologických zahrad západní Evropy. První transporty z evropských chovů, které směřovaly do Číny a od počátku 90. let 20. století pak do několika mongolských lokalit, byly realizovány soukromými nadacemi z Německa, Nizozemska a Švýcarska. Od roku 2011 hraje hlavní roli Zoo Praha, která organizuje projekt nazvaný Návrat divokých koní. V rámci devíti transportů (v letech 2011 až 2019) bylo z Evropy převezeno 34 koní.
V červnu 2024 proběhl v rámci projektu Návrat divokých koní první z plánovaných transportů koní Převalského do oblasti Altyn Dala (Zlaté údolí) v Kazachstánu. V prvním ročníku přiletěly do nového domova dvě skupinky (4 klisny transportem z Berlína a 2 klisny a jeden hřebec letadlem z Prahy) a v aklimatizační ohradě se tedy sešlo prvních 7 koní z plánovaných čtyřiceti koní ideálního cílového počtu dovezených zvířat potřebných k založení nové populace.
| 1959 | 56 (23 hřebců a 33 klisen)                            |
| 1976 | 253 (107 hřebců a 146 klisen) v 60 místech            |
| 1985 | Cca 600 ks                                            |
| 1990 | Cca 1000 ks                                           |
| 2018 | Cca 1250 ks + cca 750 v rezervacích a semirezervacích |

Počátky chovu v zajetí – transporty do Evropy
První transport na konci 19. století dopadl neúspěšně, žádný z koní jej nepřežil. Chov v zajetí tak započal po transportu koní do oblasti Askania Nova na Ukrajině v roce 1900. Do pomezí Mongolska a Číny směřovaly i další lovecké výpravy v letech 1902 a 1903. V letech 1901 a 1902 přibyli divocí koně také do moskevské zoo. Velké transporty ve stejném časovém rozmezí organizoval rovněž obchodník se zvířaty a zakladatel známé hamburské zoo Carl Hagenbeck. Po těchto velkých akcích žádné významné odchyty koní z přírody nenásledovaly. Úplně poslední divocí koně byli odchyceni v polovině 40. let 20. století. Tito koně však s výjimkou jedné klisny zůstali v Mongolsku.
Askania Nova
Stěžejní roli v chovu koně Převalského v lidské péči hrála ukrajinská aklimatizační stanice a soukromá zoo barona Falz-Feina Askania Nova, osídlená lokalita uprostřed stepi, založená německými kolonisty. Právě do ní totiž od roku 1899 putovali první příslušníci tohoto druhu v rámci celé Evropy. Tamní chov se stal brzy vyhlášeným, ale po revoluci v roce 1917 byli majitelé s úzkými kontakty na carskou rodinu nuceni uchýlit se do exilu. Nově vzniklý Sovětský svaz však pokračoval v tradici chovu zvířat, a tak byl zřízen institut akademie věd, který se začal zabývat šlechtěním zvířat vhodných pro chov ve stepních podmínkách. Tyto aktivity se neomezovaly pouze na domácích plemena, ale taky se týkaly chovaných divokých druhů.
Zásadním mezníkem se potom stalo období druhé světové války a německé okupace. Němečtí vojáci se bavili střílením chovaných zvířat, a tak přežili jen dva koně Převalského. Ti byli transportováni přes varšavskou zoo do Göringovy obory u Berlína. Další osudy těchto jedinců však nejsou známy. Po roce 1945 proběhla rychlá obnova činnosti akademické instituce, ovšem specializace na křížení neboli hybridizace se ještě prohloubila. Tamní ne zcela vhodné experimenty (i s koňmi Převalského) byly prokázány až v průběhu 90. let 20. století.
Chov v zajetí – naděje na přežití
V meziválečném období se začaly prudce snižovat stavy koní Převalského v přírodě. Tehdejší způsob chovu v zoo byl však zatížený vzájemnou příbuzenskou plemenitbou, a počty narozených mláďat jen obtížně vyrovnávaly úmrtnost. Většina chovných linií, které od začátku 20. století vznikly, zanikla. Chov skončil v USA i ve stanici Askania Nova, jejíž chovná linie byla geneticky nejcennější. Po druhé světové válce tak zůstaly pouze dva chovy – v Praze a v Mnichově. 50. léta 20. století se nesla ve znamení diskuze o čistokrevnosti pražského chovu, který byl zatížen tím, že babičkou zakladatele pražské chovné linie byla mongolská domácí klisna. Zjistilo se však, že již v Mongolsku se koně Převalského dlouhodobě dostávali do styku s domácími mongolskými koňmi a někdy měli i společného potomka. Navíc ještě více zúžit již tak velmi úzkou chovnou základnu bylo nemyslitelné, jelikož evropský chov vycházel z pouhých 12 zakladatelů z dovozů let 1899–1902 a klisny odchycené v roce 1946 v západním Mongolsku. Dr. Erna Mohrová v rámci své monografie o koních Převalského v roce 1959 publikovala také první plemennou knihu tohoto druhu. Zahrnula do ní všechny jedince chované v lidské péči, včetně těch pražských, respektive s původem v německém Halle. Celkem se jednalo o 228 koní Převalského. Na základě toho také bylo svoláno první mezinárodní sympozium, jejž hostila Zoo Praha.

## Historie mezinárodní spolupráce na záchranu koně Převalského

### Mezinárodní sympozium 1959 v Zoo Praha
Ve dnech 5. až 8. září 1959 se v Zoo Praha konalo 1. mezinárodní sympozium na záchranu koně Převalského. Umístění ocenilo dlouhodobou práci této české organizace. Tehdy totiž bylo na celém světě pouhých 60 koní Převalského, z toho dvacítka (tedy třetina) právě v Praze. Akce se zúčastnily světové osobnosti problematiky z USA, Nizozemska, Německa, Ruska i Mongolska. Z českých představitelů lze zmínit nově zvoleného ředitele dr. Zdeňka Veselovského a prof. Františka Bílka, který se zasloužil o dovoz prvních koní Převalského do Československa v roce 1921. Hlavním cílem setkání bylo poukázat na kritickou situaci tohoto jediného žijícího divokého koně a spojit síly chovatelů po celém světě. Provolání k vládám Mongolska a Číny sice vyslyšeno nebylo, a naopak se v té době stala mongolsko-čínská hranice vojenskou zónou, i tak ale mělo jednání smysl. Dr. Erna Mohrová, která ve své monografii „Das Urwildpferd“ z roku 1959 uveřejnila první plemennou knihu tohoto druhu, navrhla, aby byla Zoo Praha pověřena vedením mezinárodní plemenné knihy. Tak se také stalo.

### Mezinárodní sympozia
- 1959 – Praha (Československo)
- 1965 – Berlín (Německo – NDR)
- 1976 – Mnichov (Německo – SRN)
- 1985 – Moskva (Sovětský svaz)
- 1990 – Lipsko (Německo)
- 1999 – Kyjev, Askania Nova (Ukrajina)

Zdroj: Volf 2009

### Mezinárodní plemenná kniha
Mezinárodní plemennou knihu koně Převalského vede Zoo Praha, a to od roku 1959, kdy jí byla svěřena na základě doporučení dr. Erny Mohrové ze Zoologického muzea v Hamburku, která se postarala o první soupis koní Převalského (v rámci její monografie z roku 1959). Jedná se o historicky teprve druhou plemennou knihu (první byla určena pro zubry). V době vzniku soupisu byla Zoo Praha největším chovatelem koní Převalského na světě, a tak svěření plemenné knihy znamenalo uznání dosavadní práce na poli chovu tohoto druhu. Při přípravě plemenné knihy se však rozhořel spor o čistokrevnost pražské linie, která pocházela z chovu v Halle. Americký zoolog James Dolan dokonce doporučil z chovu pražskou linii zcela vyřadit. O 20 let později však paradoxně na základě archivních fotografií zpochybnil čistokrevnost i druhé evropské linie – mnichovské, kterou dříve uznával jako jedinou správnou, jež si zaslouží pokračování. Problém mnichovské linie však byl řadě zasvěcených jasný – omezená genetická základna, založená na pouhých třech jedincích. Proto také většina chovatelů na doporučení vyřazení pražské linie nepřistoupila.
Od počátku (od roku 1959) spravoval plemennou knihu dr. Jiří Volf, který byl již dva roky předtím v kontaktu s dr. Mohrovou. V roce 1990 jej nahradil dr. Evžen Kůs. Počínaje rokem 2001 je vydávána také v aktualizované elektronické internetové podobě. V tištěné knižní formě se dočkala vydání v podobě tzv. generální plemenné knihy roku 2008. Obsahuje informace o všech koních Převalského chovaných v lidské péči od roku 1899 do konce roku 2008. V té době žilo na celém světě 1980 koní Převalského. Přes 350 kusů ve volné přírodě či chráněných územích, zbytek v zoologických zahradách. Počet koní v plemenné knize zapsaných v roce 2018 činil téměř sedm tisíc.

## Historie reintrodukčních transportů koní Převalského
Reintrodukce, respektive repatriace koní Převalského do míst původního výskytu, kde žili až do 60. let 20. století, probíhají od 80. let 20. století. Jejich vývoj byl však poměrně bouřlivý a odrážel v sobě často i osobní nevraživost. O možnostech reintrodukčním návratu koní Převalského se prvně zmínil již Zdeněk Veselovský, ředitel Zoo Praha, na prvním sympoziu a to s výhledem do budoucnosti. Dr. Volf, správce mezinárodní plemenné knihy pro tento druh, o tématu již realisticky hovořil na 3. mezinárodním sympoziu na ochranu koně Převalského, které se konalo roku 1976 v Mnichově. A to s vědomím dlouhé cesty potřebné k vlastní realizaci. První reálný projekt vznikl v roce 1985. Koně měli být přepraveni do Mongolska, a to s účastí zoo v Evropě i Severní Americe a za finanční pomoci Organizace pro výživu a zemědělství (FAO) při Organizaci spojených národů (OSN). K vypuštění z aklimatizačních areálů do divoké přírody mělo dojít v letech 1990 a 1991. Organizační nepřipravenost, odřeknuté finanční zabezpečení ze strany FAO a UNEP a neschopnost vybrat vhodné lokality z mongolské strany celou akci zastavily.

### Transporty do Číny
První transporty se tak nakonec konaly v rozmezí let 1987 a 1988 a směřovaly do Číny. Podařilo se je uskutečnit Christanu Oswaldovi a jeho nadaci COS (Christian Oswald Stiftung/celým názvem Christian Oswald-Stiftung zum Schutze und zur Erhaltung der Wildtiere) ve spolupráci s britskými a německými zoologickými zahradami, které pro tyto účely poskytly devět koní. Ch. Oswald tehdy využil známosti, čímž se mu podařilo přesvědčit dotčené čínské orgány k vybudování aklimatizační stanice v místě, kde koně žili v 50. letech 20. století. Koně sice původně zamířili do zoologické zahrady Urumqui, později však byli převezeni o 400 km dále – do chovné a aklimatizační stanice Jimsar v čínské provincii Sin-tiang, která se na rozdíl od první uvedené nachází na místě původního výskytu koní (v Džungarské pánvi). V roce 1990 tam žilo 31 koní Převalského. Mezitím byla zvířata poslána také do stanice ohrožené čínské fauny u města Wuwei v provincii Gansu. Mláďata se rodila ve všech areálech. Vzhledem k určitým problémům s omezením pohybu místních pastevců byli první koně vypuštěni až v roce 1991.

### Transporty do Mongolska

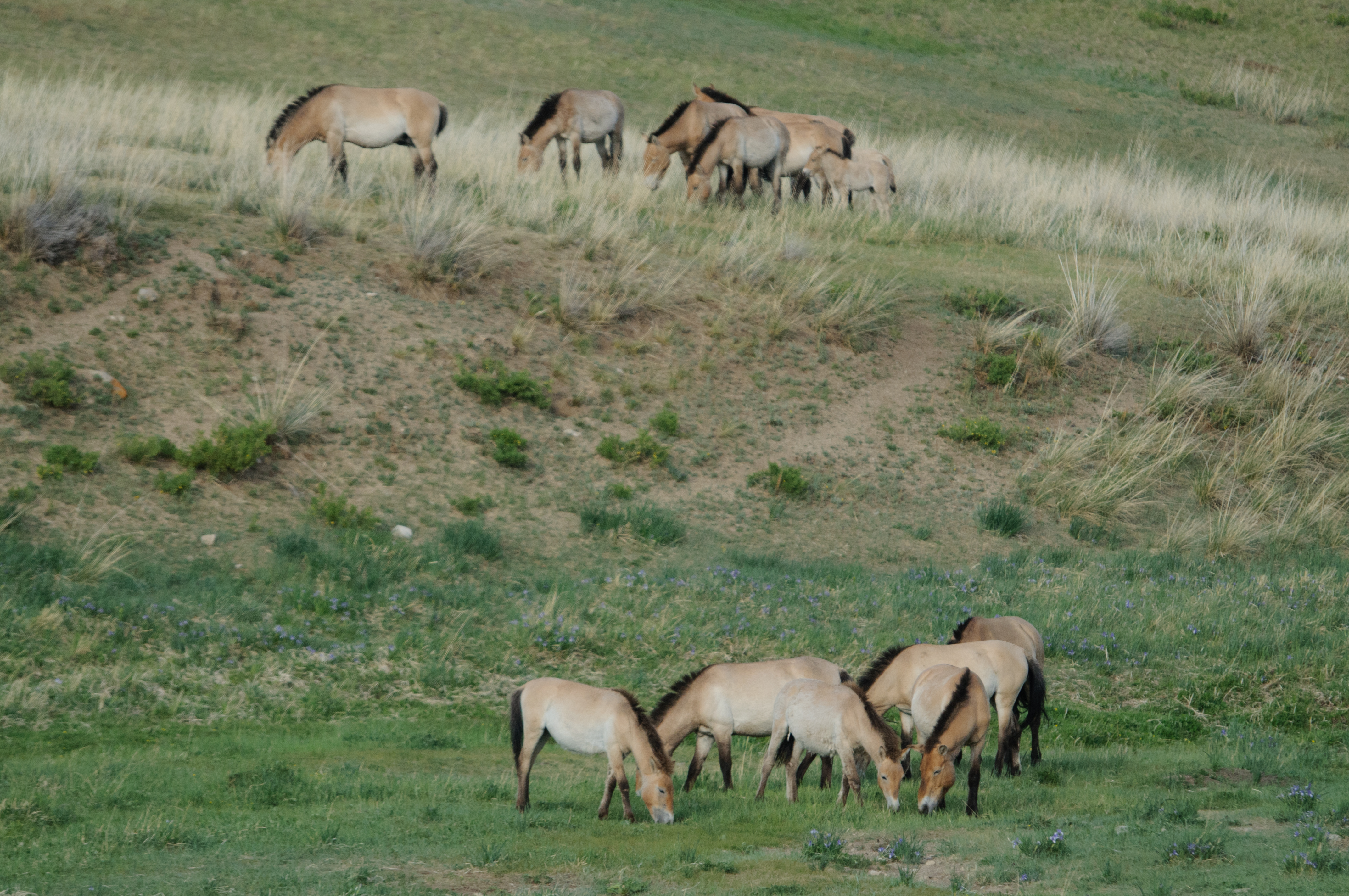
Koně Převalského v Mongolsku

Do Mongolska zamířily první transporty až roku 1992, mnoho let od usnesení na mezinárodním sympoziu v Moskvě v roce 1985. Ani po této době se nejednalo o společnou akci zoologických zahrad a mezinárodních ochranářských organizací, jak bylo dohodnuto. Zoologické zahrady nebyly schopny zajistit koordinovanou akci, projekt reintrodukce odmítl zaštítit Mezinárodní svaz ochrany přírody (IUCN) s odůvodněním, že není vyloučena možnost křížení vysazených koní Převalského s domácími koňmi. Aktivit se proto ujaly soukromé západoevropské nadace. Jedny transporty byly organizovány zmíněným německým obchodníkem Christianem Oswaldem a jeho nadací COS. Druhé pak díky nizozemské nadaci Jana a Inge Boumanových (FRPH). V prvním případě šlo o rovinatou polopoušť Tachin Tal v národním parku Gobi B, v druhém pak o horskou step v pohoří Chusta Nurú.

#### Chusta Nurú
Manželé Boumanovi z Nizozemska přišli s myšlenkou návratu koní Převalského do volné přírody hned na počátku 70. let 20. století, krátce po pozorování posledního divokého jedince v roce 1969. Zasloužila se o to i návštěva Zoo Praha v roce 1972, která manželské dvojici údajně vnukla myšlenku založit nadaci a začít pomáhat návratu. Do Prahy se vraceli opakovaně a získali v ní mnoho cenných informací. V Nizozemsku vytvořili síť menších rezervací, kam vypouštěli koně Převalského zakoupené z evropských zoo. Tito koně byli do budoucna určeni pro transporty do Asie. V roce 1990 manželé navštívili ukrajinskou stanici Askania Nova. Tam je sovětští zoologové seznámili s vedoucím pracovníkem mongolské státní ochrany přírody dr. Tsetsegem. Na základě toho vznikl společný nizozemsko-mongolsko-ukrajinský projekt, který směřoval koně Převalského do Chusta Nurú (v překladu Březové hory) v Mongolsku. Jednalo se totiž o poměrně zachovalé území, bývalou honitbu mongolských chánů.
V roce 1991 proběhla výstavba aklimatizačních ohrad. Díky podpoře nizozemské vlády se podařilo realizovat taky stavby budov správy parku a výrobnu jogurtů a sýrů, která se stala pracovištěm pro ženy správců parku. V červnu 1992 se uskutečnil první transport. A následovaly další, vždy s koňmi z nizozemských připravených chovů a ukrajinské stanice Astania Nova. Je zásadní zmínit, že i když je Chusta Nurú již mimo původní areál výskytů koní Převalského, právě tento projekt se ve výsledku ukázal jako dlouhodobě nejlepší, a to zejména díky propracované koncepci i příhodnějšímu klimatu. V letech 1994, 1996, 1998 a 2000 bylo do stanice v Chusta Nurú dopraveno 68 koní a vzhledem úspěchu projektu stavy stád průběžně rostlou. Od druhé poloviny 90. let 20. století se počet koní každoročně stabilně zvyšoval o přibližně 10 %, v roce 2018 to již znamená více než 350 koní Převalského. Na delší dobu poslední transport do oblasti se tak konal v roce 2000. Jeho součástí byla i pražská klisna Babeta.

#### Tachin Tal
Skupina kolem Christiana Oswalda si jako místo určení svých transportů vybrala lokalitu Tachin Tal (v překladu Step divokého koně). Toto místo je umístěno pouhých 40 kilometrů od prostoru, kde byl v roce 1969 spatřen poslední volně žijící divoký kůň. To mělo velký symbolický význam. A také proto měl tento projekt i větší podporu dlouholetého správce mezinárodní plemenné knihy ze Zoo Praha – dr. Jiřího Volfa. Ten také proto Oswaldovi pomáhal s výběrem koní. Na výstavbu výběhů si v roce 1991 Oswald pozval mnichovskou firmu a s umísťováním dvou tisíců modřínových kůlů ze severomongolské tajgy pomáhala mongolská armáda (pohraničníci). Práce probíhaly v zásadě ve stejný čas jako u projektu manželů Boumanových. Den transportu pak byl zcela stejný 5. 6. 1992 (přistál v Ulánbátaru 6. 6. v 11:15 po 37 hodinách letu). Na ulábátarské letiště dosedla dvě letadla s koňmi. Jelikož se Oswaldův let uskutečnil o několik hodin dříve a také měl právě tento člověk řadu kontaktů, pozornost médií směřovala jen k tomuto transportu. Dva hřebci a tři klisny vybrané dr. Volfem ve stanici Askania Nova dorazili v pořádku a hlavně za velké pozornosti místních i novinářů. Ještě téhož roku (po pouhých třech měsících) se tam navíc narodilo první mládě – tedy první mládě narozené po více než čtvrt století v Mongolsku. Samička dostala jméno Ugan, což v překladu znamená první.
Od roku 1992 se transporty konaly prakticky každý rok a směřovaly do národního parku Gobi s lokalitou Tachin Tali rezervace Chusta Nurú nedaleko hlavního mongolského města Ulánbátaru. Zatímco však u projektu manželů Boumanových nedocházelo k žádným větším problémům, situace kolem Christiana Oswalda byla složitější. V roce 1985/86  byl založen evropský záchovný program pro koně Převalského. Při vzniku Evropské asociace zoologických zahrad a akvárií (EAZA) byl stejně jako další obdobné spolupráce přijat pod patronát právě touto organizací. Koordinátorkou chovu se stala doktorka Waltraut Zimmermannová ze zoo v Kolíně nad Rýnem. Téhož roku vznikla pracovní komise Global Management Przewalski Horse Group (GMPHWG), v níž spojila evropské a americké zoo ve snaze jednotného managementu chovu a postupu pro návrat do místa původního rozšíření. O transportech začala jednat s Nadací Christiana Oswalda, ale vyjednávání skončila na nepřekonatelných názorových neshodách. Když potom dr. Zimmermannová odjela do Mongolska, navštívila Tachin Tal, který si Oswald vybral jako místo určení koní. Situaci označila za ekologickou katastrofu a rozhodla se vybrat lepší lokalitu. Našla 30 km vzdálenou oázu Gum Tanga se silnými prameny nevysychajícími po celý rok, což byla oproti Tachin Talu značná výhoda. Místo však v zimě sloužilo jako útočiště místních pastevců se stády. A jelikož už se navíc mezitím v Tachin Talu začalo stavět, projekt dr. Zimmermannové ztratil vliv a aklimatizační areál Gum Tamga se nepodařilo postavit.
| 1992      | 5 koní z Askania Nova (Ukrajina)                                                                                   |
| 1993      | 8 koní z Askania Nova (Ukrajina)                                                                                   |
| 1995      | 7 koní ze zoo Dubbo (Austrálie) 6 koní od nadace Werner Stamm Stiftung zur Erhaltung seltener Einhufer (Švýcarsko) |
| 1996–1997 | 14 koní ze stanice Askania Nova (Ukrajina) a z chovů ve Švýcarsku, Anglii a Německu                                |
| 1998      | 3 transporty s 18 koňmi (vč. 3 pražských) – historicky nejvyšší počet v jednom roce, účast dr. Volfa ze Zoo Praha  |

Pozn.: do roku 1999 do Tachin Talu dovezeno 58 koní ze 14 zoo a parků; poslední transport: 2004 – červen 18 koní; do roku 2004 dovezeno celkem 94 koní
V dubnu 1993 navštívil Christian Oswald Prahu a tlumočil osobní pozvání do Tachin Talu a chtěl se domluvit na možnosti transportu pražských koní. Tehdejší ředitel dr. Bohumil Král přislíbil osm až deset koní pro roky 1995 a 1996. Na to správce mezinárodní plemenné knihy ze Zoo Praha – dr. Evžen Kůs – odjel v srpnu 1993 do Tachin Talu. Popsal, že na místě byly problémy (souboje mezi hřebci, koně ve špatné fyzické kondici). Místo chtěla po čase navštívit i dr. Zimmermannová, té ale příjezd Oswald díky svým kontaktům znemožnil. Evropská koordinátorka se však nevzdala a místo navštívila v září 1993. Krátce poté v říjnu uhynuli tři koně. Oswald, který se o návštěvě Zimmermannové dozvěděl, ji v dopise obvinil z otravy koní. Reakce na sebe nenechala dlouho čekat – Zimmermannová rozeslala kolegům v komisi a vedení EAZA důrazný distanc od takové informace a doporučila přerušit spolupráci s Nadací Christiana Oswalda. Dr. Kůs byl kvůli návštěvě Tachin Talu vyloučen z pracovní skupiny GMPHWG. Zoo Praha musela svůj postoj vysvětlovat a jako čerstvý člen EAZA si nemohla dovolit větší střet. Proto když se v roce 1994 chtěl Oswald ujistit, že může počítat s přislíbenými koňmi, byl odmítnut s tím, že pražská zoo musí dodržovat doporučení EAZA. Účast českých odborníků i koní tak byla na mnoho let odložena. Několik německých a švýcarských zoo však nevyslyšelo doporučení, a tak mohla COS s transporty pokračovat i nadále. Spor mezi Oswaldem a Zimmermannovou (resp. Kölner Zoo) však dokonce skončil u soudu. Nakonec celá situace po letech skončila smírem. Mezitím se stavy koní díky transportům zvyšovaly. Byly budovány nové a nové ohrady, ale přílišná koncentrace koní, agresivní hřebci i snížená odolnost evropských koní vedly k vysoké úmrtnosti, kdy více než polovina dovezených koní na novém mongolském působišti nepřežila první rok.
Po dovezení koní a jejich vypuštění do ohrad a následné aklimatizaci bylo dalším krokem jejich vypuštění do volné přírody. První vypouštění se uskutečnilo v listopadu roku 1995. Výsledek byl ale takový, že strážci ve strachu před vlky stádo ze vzdálenosti 40 km zaháněli zpět do ohrad a tam bylo další dva roky. Po následném vypuštění se harém třikrát vrátil k ohradám, které však již byly pro koně uzavřené. První hříbata se ve volné přírodě Tachin Talu narodila v roce 1999.

#### Vývoj od roku 1997
V roce 1997 se na konferenci v Ebersbergu u Mnichova COS rozšířila o rakouské a švýcarské odborníky a iniciativu přebral švýcarský Wildpark Langenberg poblíž Curychu. Oswald mu nechal volné pole působnosti, což se ukázalo jako zásadní pro další rozvoj reintrodukčních projektů. Dosavadní přístup byl totiž sice nadšenecký, ale amatérský a navíc zatížený osobními konflikty, a bylo potřeba jej změnit. Základní kroky, k nimž došlo, byly následující:
1)      Obnovení vztahů s dr. Zimmermannovou, koordinátorkou EEP pro koně Převalského
2)      Ukončení embarga – možnost oficiálního zapojení zoo do projektu, včetně Zoo Praha
3)      Zapojení Zoo Salcburk a jejího veterináře dr. Christiana Walzera, který zjistil přesnou příčinu vysoké úmrtnosti. Přednost nově získávají roční až dvouletí koně, kteří lépe snášejí nevyhnutelnou infekci krvinkovkami.
4)      Příprava jarního transportu 1998 (předodletová aklimatizace ve Švýcarsku, transportu se zúčastnili také tři pražští koně)
Na přelomu let 1999 a 2000 udeřila tvrdá zima s epidemií streptokokové virózy hříběcí (Coryza contagiosa equorum), jíž podlehlo 17 jedinců. Tehdy Oswald definitivně ukončil své působení. Stejně tak manželé Boumanovi předali vedení projektu v Chusta Nurú mongolské straně. Veškeré reintrodukční aktivity převzala International Takhi Group (ITG), tedy mezinárodní skupina odborníků ze Švýcarska, Rakouska, Německa či Mongolska zaměřená na koně Převalského. Došlo ke změně strategie chovu, aklimatizace a vypouštění koní, tedy k další profesionalizaci ochranářských aktivit. Koně jsou napříště vypouštěni z aklimatizačních ohrad již následujícího jara po transportu. Správnost volby se ukázala i na vývojových trendech populace. V Gobi B se v roce 2006 početnost koní Převalského dostala přes hranici 100 koní, byť ještě téhož roku padlo přes 30 koní za oběť vlčím smečkám.
1999 – 100 let od příchodu koní Převalského do Evropy
V roce 1999 se u příležitosti 100 let od příchodu prvních koní Převalského do Evropy konala dvě významná mezinárodní setkání. Setkání skromnějšího ražení – tzv. mezinárodní seminář – uspořádala Zoo Praha a uskutečnilo se ve východočeských Slatiňanech, konkrétně v zámku známém hipologickou expozicí i blízkým hřebčínem a výběhem pro koně Převalského deponované ze Zoo Praha. Součástí konference byla i exkurze do Chovné a aklimatizační stanice Zoo Praha v Dolním Dobřejově. Ačkoliv se nejednalo o tak velké setkání jako to, které následovalo na Ukrajině, přineslo mnohé dohody. Mezi nimi ty, že Zoo Praha pošle své koně do maďarského národního parku Hortobágy či do mongolského Chusta Nurú. Zatímco v prvním případě se transport uskutečnil již na podzim roku 1999, cesta do Mongolska čekala na vybranou dvojici klisen až na jaro 2000. Transportu do Nizozemska (shromažďovací semirezervace Natuurpark Lelystad) se ale nakonec kvůli zdravotním komplikacím zúčastnila pouze samice Babeta, narozená pražským deponovaným rodičům ve slovenských Košicích. Do Mongolska tehdy dorazilo 18 koní.
Od 4. do 8. října 1999 pak 6. mezinárodní sympozium s tematikou ochrany koně Převalského hostila Ukrajina. Organizace se chopila tamní akademie věd ve spolupráci s rezervací Askania Nova, tehdy největším chovatelem koní Převalského na světě a zejména místem, kam přišli do Evropy vůbec první „převaláci“. Přes určité organizační potíže se akce opravdu uskutečnila, a to dokonce v poměrně reprezentativním duchu, když se kyjevská část setkání takřka 200 lidí z celého světa, odehrávala v sálech národní banky.
Od počátku nového milénia
Po roce 2000 se zásadním způsobem změnila cenová politika dopravců, což z finančního hlediska do značné míry znemožnilo další transporty. Zanikla také švýcarská letecká společnost Swissair, která tyto projekty štědře sponzorovala. Rok 2007 přinesl snahu dalšího transportu, tentokráte ve spolupráci mezinárodní skupiny pro koně Převalského společně s komisí EEP při Evropské asociaci zoologických zahrad a akvárií (EAZA). Také tento projekt však ztroskotal na finančních požadavcích dopravců. V září 2007 se podařilo uskutečnit jen vnitrostátní transport z Chusta Nurú do Tachin Talu. Jednalo se o tři hřebce, kteří měli posílit chov v Gobi B ve chvíli, kdy v Chusta Nurú již žilo přes 200 koní, tedy dvojnásobek počtu v Gobi. V roce 2011 se jednalo o již více než 250 koní.
Novinkou nového tisíciletí se stal třetí projekt na území Mongolska určený k reintrodukci koně Převalského. Je řízen francouzskou asociací Takh (Association pour le cheval de Przewalski: TAKH). Snahou organizace je kromě samotné reintrodukce rozvíjet také další navazující činnosti tak, aby byl projekt dlouhodobě udržitelný. Konkrétně jde o studie pastvinářství a spolupráci s místními komunitami (rozvojové projekty). V letech 2004 až 2005 bylo do lokality dovezeno 22 koní. Během let se populace rozrostla a v roce 2011 činila 32 koní. I přes tyto úspěchy se projekt v této lokalitě potýká s problémy, mezi koňmi se objevila nákaza antraxem.
Situace se po změně managementu konečně průběžně zlepšovala i v Gobi B. Například během jara 2009 se narodilo 25 hříbat. Na konci roku 2009 tak tamní populace dosáhla 148 kusů.

Osudný dzud

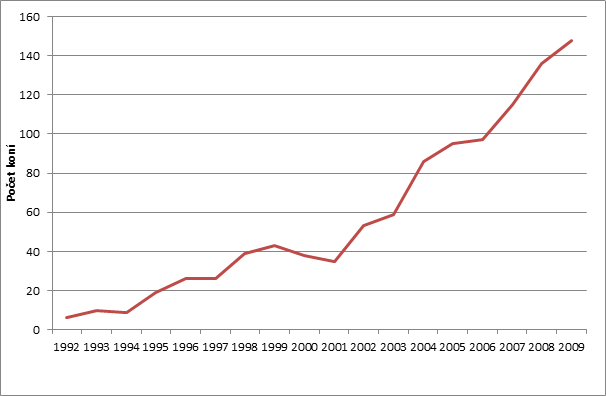
Vývoj stavů koně Převalského v letech 1992–2009

Zima 2009/2010 byla pro zvířata i obyvatelstvo krutá – jednalo se o tzv. dzud, tedy mimořádná situace, při níž hyne velké množství zvířat včetně dobytka. Dokonce jsou rozlišovány tři typy této katastrofy – bílý, ledový a černý dzud. V tomto případě šlo o kombinaci bílého a černého dzudu. Předchozí léto totiž bylo mimořádně suché, a krajina vyschla tak, že vegetace nestačila dostatečně narůst tak, aby poskytla potravu pro zvířata. Během této zimy tak jen na území přísně chráněné rezervace Gobi B uhynulo 89 kusů těchto koní, což odpovídalo dvěma třetinám tamní populace. Takový stav si žádal okamžité řešení, a právě proto se Zoo Praha začala aktivně zabývat možnostmi obnovení transportů do Mongolska. Kritická situace se diskutovala na zasedání ITG ve švýcarském Curychu. V červnu 2011 se přímo v Gobi B konala mezinárodní konference s účastí Zoo Praha a také první transport v české režii (viz dále).
Za zmínku stojí fakt, že podobným problémům jsou při dzudu vystaveni také divocí osli džigetajové. Zjistilo se však, že jejich stáda opouští při prvních bouřích oblast Altajské Gobi a vydávají se do nížin na čínské straně, kde mohou zimu lépe přežít. Takovéto zimní stěhování probíhalo i u koní Převalského, jenže s jejich vymřením v přírodě došlo ke ztrátě této informace mezi zvířaty žijícími v lidské péči. Nově navrácení koně se tak byli schopni v mnohém přizpůsobit, avšak v tomto nikoliv. Navíc i původní stezky zmizely z krajiny. Možností je tak, že by se koně Převalského spojili s divokými osly a společně migrovali. Náznak toho byl již spatřen v letech 1995 a 1997, avšak strážci parku je tehdy raději zahnali zpátky do obory, než aby se dostali do Číny.
Návrat divokých koní – vlastní in-situ projekt Zoo Praha
Od roku 2011 probíhá projekt Návrat divokých koní, první ochranářský projekt vracející koně Převalského do Mongolska organizovaný přímo zoologickou zahradou. Iniciativy se chopila Zoo Praha, a to jako významný chovatel a dlouhodobý správce mezinárodní plemenné knihy. Počátek vlastního projektu je spojen s 80. výročím založení zoo i kritickou situací po zmíněné kruté zimě 2009/2010 s dzudem v Mongolsku.
Koně z různých evropských chovů jsou tak pod hlavičkou pražské zoo navraceni do své domoviny v Mongolsku. Důležitou součástí projektu je zároveň socioekonomická podpora obyvatel žijících v oblasti s cílem nabídnout místním obyvatelům (převážně pastevcům) možnost alternativních zdrojů obživy. Velká část pomoci směřuje do podpory správy národního parku Gobi B a jeho strážců.
První transport se uskutečnil v roce 2011 a mířil do oblasti na západě Mongolska – do Chomin Talu, tedy na posílení nejmenší populace koní Převalského v Mongolsku. Od roku 2012 je podpora směřována do Přísně chráněné oblasti Gobi B. Na její území tak z Evropy díky transportům Zoo Praha putovalo k roku 2018 31 koní, k roku 2019 pak již 34 koní. Další čtyři jedinci byli do této Gobi B převezeni v roce 2016 v rámci vnitrostátního transportu z Chusta Nurú (rezervace poblíž hlavního města Ulánbátaru). Celkem se tak dosud jednalo o transporty 38 koní Převalského. Osmý transport do Mongolska se uskutečnil 19. a 20. června 2018. Zatím poslední (v pořadí devátý) transport se konal v červnu 2019.
V létě 2015 se podařilo dosáhnout stavu koní před krutou zimou 2009/2010. Na konci roku 2017 poprvé v historii překročil počet koní v Gobi B hranici 200 kusů. Na jaře 2019 se již jednalo o 270 jedinců a počet se blížil životaschopné populaci.
Podrobnější informace viz Návrat divokých koní.

## Koně Převalského mimo původní oblast výskytu
Také v evropské stepní krajině dříve žili divocí koně – tarpani. Ti vymřeli již v závěru 19. století. Na konci 20. století vznikl záměr vypustit do stepních rezervací a semirezervací jiné divoké koně – koně Převalského, kteří by zajistili stejnou obnovu stepních porostů. Polodivoké skupiny tak jsou dnes k vidění v jižní Francii, na Ukrajině (Askania Nova) a v Maďarsku v Národním parku Hortobágy. Z všech těchto míst pochází několik koní převezených v rámci reintrodukčních aktivit do Mongolska.
Skupina v Hortobágy je vůbec největší mimo Mongolsko – zahrnuje 125 hřebců a 129 klisen (IUCN 2016). Tato maďarská stanice v rámci tamního národního parku vznikla v roce 1995, a to ve spolupráci vedení národního parku a komise pro chov koně Převalského při evropském záchovném programu pro tento druh (EEPP). Zřízení areálu bylo odrazem zablokování situace, kdy by evropský záchovný program mohl realizovat reintrodukční aktivity přímo v mongolské Gobi tak, jak bylo plánováno. Koně mají v Hortobágy k dispozici přibližně 2 400 hektarů z celkových 70 tisíc hektarů celého chráněného území. První jedinci pocházející z německých, švýcarských, nizozemských i britských zoo byli vypuštěni v roce 1997. Již následujícího roku přišla na svět první mláďata a o další rok později již bylo možno napočítat dvě stáda o celkových 22 koních. Další transport proběhl v roce 1999, kdy do Maďarska putovaly dvě klisny z Prahy – respektive Zora z Dolního Dobřejova a Klára, která se narodila pražskému deponovanému páru v Košicích (Kůs 1999b). Zmíněný přesun byl dohodnut na mezinárodním semináři ve Slatiňanech. Od roku 1998 žijí koně Převalského i ve vysídlené oblasti Černobylu. V roce 2015 byla za účasti ruského prezidenta Vladimira Putina otevřena chovná a aklimatizační stanice Orenburg, ležící v jihoruských stepích.
Přehled semi-rezervací s koňmi Převalského nejen v Evropě uvádí tabulka:
| Stát               | Lokalita       | Rozloha    | Provozovatel                                        |
| Spojené království | Eelmoor Marsh  | 66 ha      | Marwell Zoo                                         |
| Německo            | Sprakel        | 68 ha      | Kölner Zoo                                          |
| Rakousko           | Neusiedler See | 300 ha     | Tiergarten Schönbrunn, Vídeň                        |
| Maďarsko           | Hortobágy      | 2 400 ha   | Kölner Zoo                                          |
| Francie            | Le Villaret    | ?          | Claudia Feh, spolupráce s WWF                       |
| Ukrajina           | Askania Nova   | 2 000 ha   | Ukrajinský stát                                     |
| Ukrajina           | Černobyl       | 207 000 ha | Ukrajinský stát                                     |
| Uzbekistán         | Buchara        | 5 126 ha   | Zoo Moskva                                          |
| Kazachstán         | Altyn Emel     | 520 000 ha | Tierpark Hellabrunn v Mnichově; Tiergarten Nürnberg |
| Čína               | Gansu          | 6 700 ha   | Tierpark Hellabrunn v Mnichově                      |

## Zajímavosti
- V roce 2017 bylo vydáno DVD Návrat domů obsahující čtyři dokumentární filmy, které mapují transporty koní Převalského organizované Zoo Praha v rámci projektu Návrat divokých koní v letech 2011 (Návrat divokých koní), 2012 (Návrat divokých koní), 2014 (Na křídlech divokých koní) a 2016 (Návrat do Gobi).[29]
- Kůň Převalského se díky svému osudu stal symbolem záchrany ohrožených druhů, což se promítlo i do umění. Nejcennější socha tohoto druhu je umístěna v Zoo Praha. Motiv s koněm Převalského mají také poštovní známky či pamětní mince[30].
- Logo Zoo Praha bylo několikrát obměňováno, od 50. let 20. století, kdy zoo začala vést plemennou knihu koně Převalského, je v něm vždy právě tento druh kůň Převalského. Od roku 2012 v podobě jedné z pěti zvířecích stop.
- 31. 8. 2008 se v areálu Zoo Praha uskutečnil Den koně Převalského, který zahrnoval bohatý program. Akce se nesla v duchu výročí 80 let koní Převalského v Československu, 75 let od první československého mláděte a 10 let od prvního transportu s pražskými koňmi [31].
- Při příležitosti 50. výročí založení plemenné knihy vydala Zoo Praha tematický sborník o koňovitých Equus 2009 a rovněž se uskutečnila výstava „Poslední divoký kůň“. Konala se v chrudimském regionálním muzeu (15. května až 30. srpna 2009).